# Karlskrona Porslinsfabrik

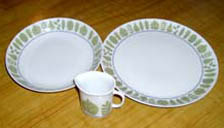
Sylvia, Karlskrona Porslinsfabrik.

AB Karlskrona Porslinsfabrik (Porslinan i folkmun) är en numera nedlagd fabrik i Karlskrona som tillverkade hushållsporslin, det vill säga kärl i keramiska material för användning i till exempel hushåll och restauranger. Karlskrona Porslinsfabrik var verksam mellan åren 1918 och 1968. 

## Historia
Karlskrona porslinfabrik grundades av George Rickard Willi (Wilhelm) Rudmark från Berlin. När första världskriget bröt ut (1914) lämnade han Tyskland och bosatte sig i Karlskrona. Han gifte sig med Gertrud Johanna, som senare var aktiv inom kvinnorörelsen i Karlskrona.  
I början av 1900-talet börjades man måla dekorer på porslin i Karlskrona kakelfabrik. Porslinet importerades till en början från Tyskland, men första världskriget försvårade. Bolagsledningen beslöt sig därför för att bilda ett nytt företag som också skulle tillverka porslin och inte bara dekorera det. Företaget grundades 1918 och registrerades som Aktiebolag Karlskrona porslinsfabrik. De flesta anställda hade hämtats från Lidköpings Porslinsfabrik. 1919 brändes för första gången deras egentillverkade föremål i Karlskrona porslinsfabrik.  
Efter bara 15 års verksamhet hade de 250 modeller och en mängd dekorer till dem.  Produktionstakten låg på omkring 30 000 objekt per dag, varav cirka 20 procent gick på export. Fabriken gjorde även ett flertal serviser till Hovstaterna. 
År 1942 köptes fabriken upp av Uppsala-Ekeby AB. I samband med det anställdes nytt folk, aktievärdet höjdes och fabriken fick också nya och fler konstnärliga ledare. Karlskrona porslinsfabriks bästa år var under 1950-talet, då exporterade de mycket. De hade även exporterat mycket utomlands på 1930-talet men på grund av andra världskriget blev det ett uppehåll. De byggde också ut fabriken och bytte ut sina gamla ugnar mot gasdrivna ugnar på 1950-talet. Det var nu levnadsstandarden och konsumtionen ökade, vilket påverkade produktionen positivt. Restaurangporslin var en viktig produkt men man sålde även till sjukhus och skolor. Karlskrona porslinsfabrik hade ett brett sortiment. Som mest var det cirka 450 arbetare på fabriken. Arbeten på fabriken kunde vara att tillverka porslin, utforma designen, försäljning och ekonomi. År 1968 lades Karlskronas porslinfabrik ner mest på grund av att personalkostnaderna blev för höga.      
Edward Hald var den först nämnde konstnärlige ledaren på Karlskrona porslinsfabrik. Han ritade mockaserviser till porslinsfabriken på 1920-talet som sedan blev svensk designhistoria. Förutom mockaserviser ritade han även  bordsserviser och vaser. Hald gav porslinsfabriken en modern profil. Han gjorde främst svarta och rödbruna serviser med guld- och silverdekorer som var nytt på den här tiden. En annan person som har betytt mycket för formgivningen på Karlskrona porslinsfabrik var Walther Garstecki. USA gav företaget en guldmedalj för Garsteckis kaffeservis "Regina" som han designade 1959.   
I de förutvarande fabrikslokalerna finns idag tidningsförlaget Förlags AB Albinsson & Sjöberg, som har inrättat ett porslinsmuseum..
George Wilhelm Rudmark avled i Karlskrona den 17 mars 1970 och Gertrud Johanna 1974. Georges son grundade år 1955 en porslinsfabrik i Alnaryd ett par kilometer norr om Tving. Avsikten var att köpa in porslin från Tyskland och sedan dekorera det i Tving. Verksamheten lades ner redan 1957.

## Konstnärliga ledare
- Edward Hald, 1925-1933
- Walter Garstecki,1934-1968
- Eric Linné, 1938-1940
- Vicke Lindstrand, 1942-1950
- Viking Göransson, 1951-1952
- Sven Erik Skawonius, 1962-1968